# Merismomorpha acutiventris
Merismomorpha acutiventris är en stekelart som beskrevs av Girault 1913. Merismomorpha acutiventris ingår i släktet Merismomorpha och familjen puppglanssteklar. Inga underarter finns listade i Catalogue of Life.